# فاگریفوس
فاگریفوس (به لاتین: Fagrifoss) یک آبشار در ایسلند است که در سودورلاند واقع شده‌است.